# クリス・クイン
クリストファー・ジェームズ・クイン  (Christopher James Quinn 1983年9月27日 - )は、アメリカ合衆国・ルイジアナ州ニューオーリンズ出身の元バスケットボール選手。現指導者。現在はマイアミ・ヒートのアシスタントコーチを務めている。 

## 来歴
オハイオ州の高校からノートルダム大学に進学し、4年間活躍。2006年のNBAドラフトではどのチームからも指名を受けることが出来なかったクインだったが、2005-06シーズンにNBAチャンピオンに輝いたばかりのマイアミ・ヒートに入団。1年目はジェイソン・ウィリアムス、ゲイリー・ペイトンといったベテラン選手の元で経験を積み、42試合に出場。2年目の2007-08シーズンは、ペイトンが引退。ウィリアムスは不調に苦しみ、新加入のスマッシュ・パーカーもコート外のゴタゴタで解雇されたこともあり、クインにチャンスが廻ってきたものの、チームは大きく低迷。2008年2月にフェニックス・サンズに放出されたシャキール・オニールからは、パット・ライリーを皮肉った際に「もうこれでクリス・クインやリッキー・デイビスのような選手と一緒にプレーしなくて済む」と酷評される屈辱を味わい、リーグ最低の15勝67敗でシーズンを終えてしまった。
2010年1月5日、ニュージャージー・ネッツに移籍。
2010-11シーズン開幕前は、フィラデルフィア・76ersのキャンプに参加するも、開幕前に解雇。翌月にサンアントニオ・スパーズと契約。厚い選手層の中41試合で起用され、グレッグ・ポポヴィッチHCをはじめ、ティム・ダンカン、マヌ・ジノビリ、トニー・パーカーのビッグスリーと共にプレーし、多くのことを学んだ。
2011-12シーズンはスペインなどでプレー。2012-13シーズン開幕前はユタ・ジャズのキャンプに参加するも、シーズン前に解雇。12月にDリーグのタルサ・66ersと契約。2013年3月にクリーブランド・キャバリアーズと契約。シーズン終了後に解雇され引退。2014-15シーズンよりマイアミ・ヒートのアシスタントコーチを務めている。